# فريدريش ماير
فريدريش ماير (بالألمانية: Friedrich Meyer) (و. 1910 – 1975 م) هو سياسي، من ألمانيا، كان عضوًا في الحزب الديمقراطي الاجتماعي الألماني، توفي في نوياشتات آم روبنبرغه، عن عمر يناهز 65 عاماً.

## مناصب
تولى منصب عضو مجلس الشورى الموحد من ولاية سكسونيا السفلى، وLandrat.